# Cosmoscarta lacerata
Cosmoscarta lacerata är en insektsart som först beskrevs av Walker 1870.  Cosmoscarta lacerata ingår i släktet Cosmoscarta och familjen spottstritar. Inga underarter finns listade i Catalogue of Life.